# Halbinsel Scheid
Koordinaten: 51° 10′ 56″ N, 9° 0′ 40″ O
Die Scheid ist eine Halbinsel auf der Nordseite des Edersees. 

## Geographische Lage

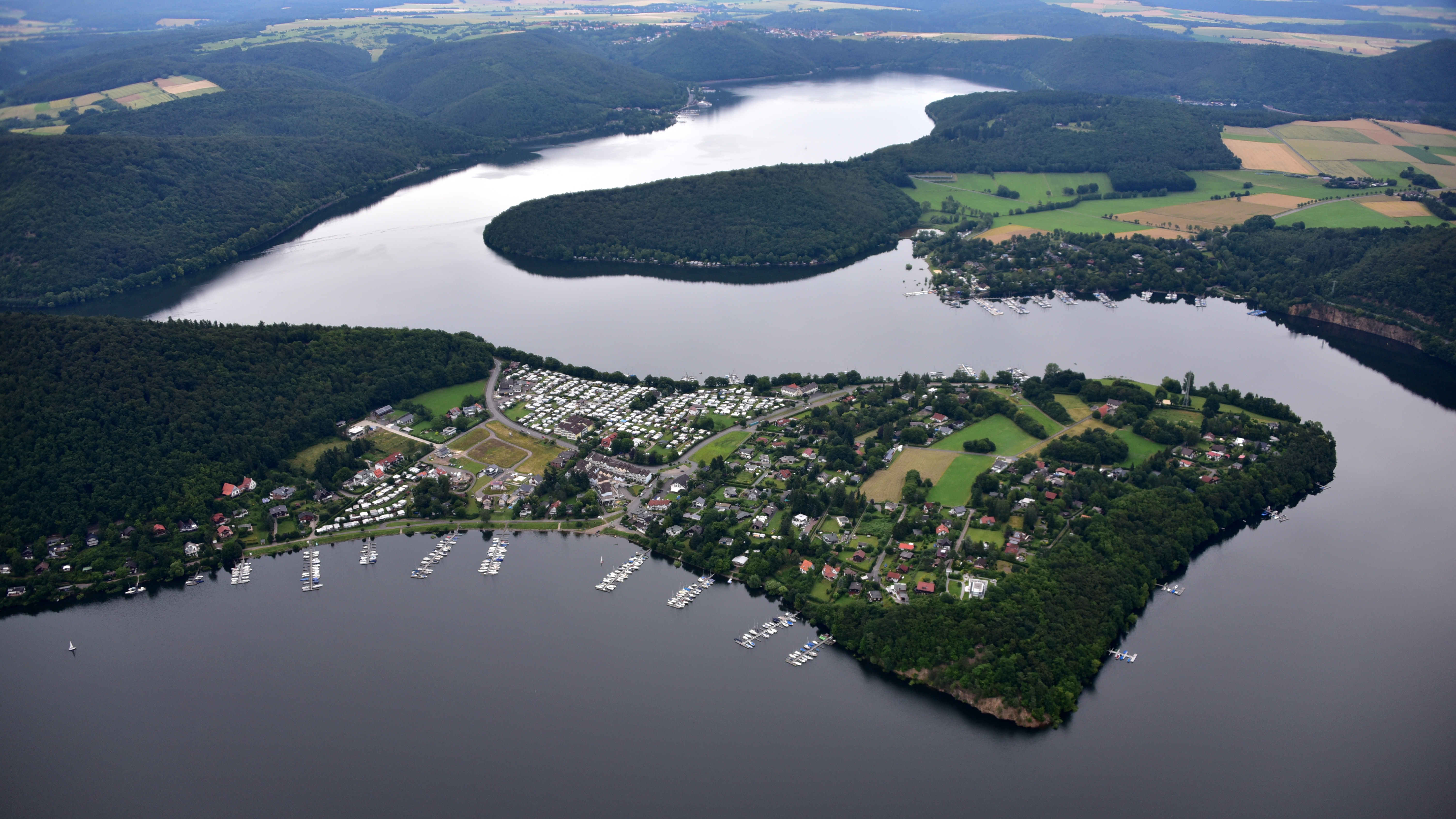
Die Halbinsel Scheid

Sie befindet sich in der Gemarkung von Nieder-Werbe, einem Ortsteil der Stadt Waldeck im nordhessischen Landkreis Waldeck-Frankenberg, etwa 2,5 km südlich des Kernorts von Nieder-Werbe, von wo die einzige Straßenverbindung auf die Scheid besteht. Die Halbinsel liegt im Naturpark Kellerwald-Edersee und entstand im Jahre 1914, als mit der Vollendung der Edertalsperre das Tal der Eder geflutet wurde und das im Tal unterhalb der Scheid gelegene Dorf (Alt)-Bringhausen mit der erst 1897 erbauten Brücke über die Eder im Wasser verschwand. Das neue Dorf Bringhausen liegt am Südufer des Sees westlich der Halbinsel, die Liebesinsel mit den Resten der Burg Bring südwestlich. Von der östlich am Gegenufer gelegenen, zu Hemfurth-Edersee gehörigen Ortslage Rehbach führt eine Fähre zur Halbinsel. Die Südspitze bildet seit der Erweiterung 2020 eine Exklave im Nationalpark Kellerwald-Edersee.

## Nutzung

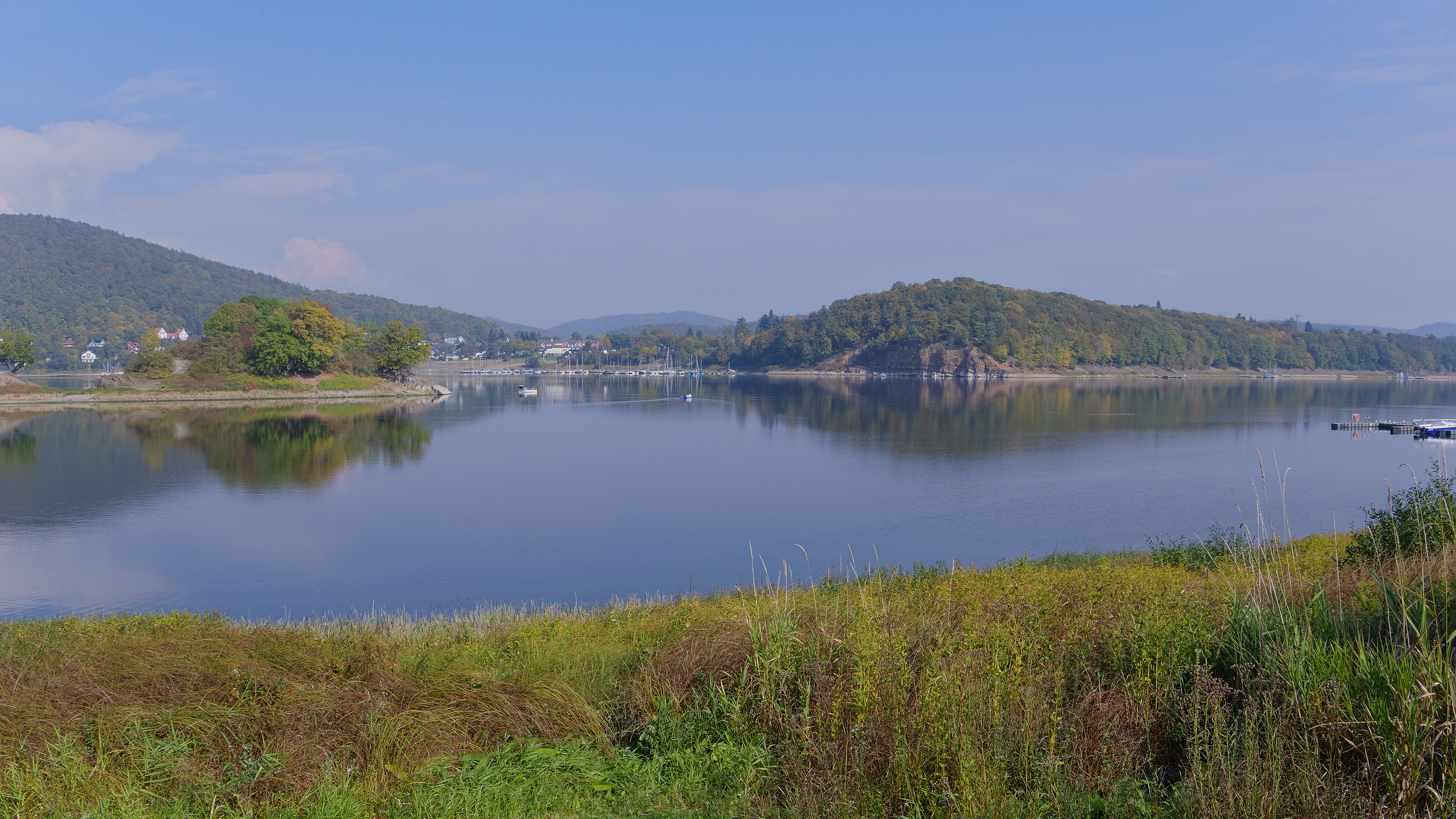
Blick von Bringhausen auf die Liebesinsel (links) und die Halbinsel Scheid

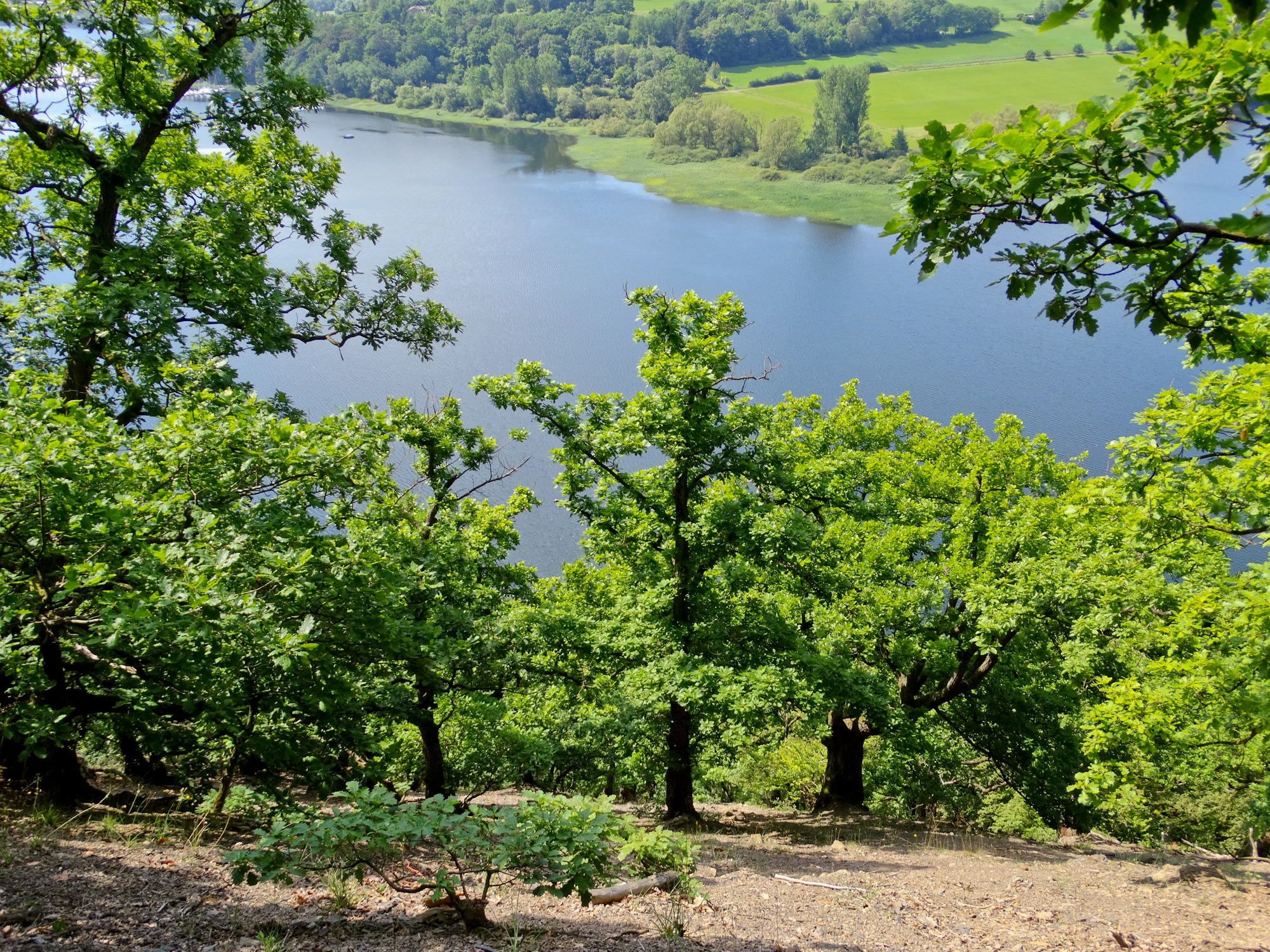
Blick durch den Krüppeleichenwald im Naturschutzgebiet „Kahle Haardt bei Scheid am Edersee“ auf den Edersee

Der bergige Nordteil ist dicht bewaldet (Naturschutzgebiet „Kahle Haardt“), aber von zahlreichen Wanderwegen durchzogen. Der Südteil hingegen ist intensiv touristisch genutzt. Dort befinden sich Gaststätten, Ferienwohnungen, mehrere Campingplätze, ein Badestrand mit Liegewiese und Spielplatz sowie einem gekennzeichneten Hundestrand, mehrere Nordic-Walking-Strecken, Bootsliegestellen an Ost- und Westufer, sowie ein Schiffsanleger für die Edersee-Personenschifffahrt, die mit zwei Fahrgastschiffen Rundfahrtverkehr zwischen den Anlegestellen Waldeck-West, Edertal-Sperrmauer, Halbinsel Scheid, Bringhausen, Asel und Herzhausen anbietet.
Die Entwicklung zum Fremdenverkehrsort begann nach dem Zweiten Weltkrieg. Die erste Besiedlung erfolgte 1920/21, als eine Gruppe von zehn ehemaligen Offizieren der aufgelösten Kaiserlichen Marine in Kiel die Siedlungsgesellschaft Edersee gründeten und die Kasseler Gesellschaft „Hessische Heimat“ zehn Häuser für die Siedlung der Ruheständler baute. Im Laufe der Zeit wurden in einigen dieser Häuser Fremdenzimmer angeboten, und in den 1950er Jahren folgte dann die Erweiterung der ersten Pensionen zu kleinen Gaststätten und die Einrichtung der Zelt- und Campingplätze.

## Kirche im Grünen
1971 errichtete die Evangelische Kirche von Kurhessen-Waldeck (EKKW) im Rahmen ihres Programs “Kirche Unterwegs” für Camping- und Urlauberseelsorge eine Holzkirche in Zeltform auf Scheid, die sogenannte Kirche im Grünen, in der anfangs von Ostern bis zum Erntedankfest, inzwischen nahezu ganzjährig evangelische Gottesdienste sowie ein Kultur- und Kinderprogramm angeboten werden. Auch Trauungen und Taufen werden dort zelebriert. Da sich dieser Bau altersbedingt seiner Nutzungsgrenze nähert, wird bereits seit 2014 ein Neubau, wiederum in Holzbauweise, geplant. Auf einem Grundstück an der Liegewiese sollen bis spätestens 2021 ein Gottesdienstraum mit Nebenräumen und Emporen, auch nutzbar als Tagungs- und Veranstaltungsort, und ein zweigeschossiges Gebäude zur Unterbringung ehrenamtlicher Mitarbeiter entstehen. Der Betrieb des bisherigen Zentrums wird nach der Saison 2020 eingestellt.